# Antistea
Antistea es un género de arañas araneomorfas de la familia Hahniidae. Se encuentra en la zona holártica.

## Lista de especies
Según The World Spider Catalog 12.0:
- Antistea brunnea (Emerton, 1909)
- Antistea elegans (Blackwall, 1841)